# Спуск 2
«Спуск 2» (англ. The Descent Part 2) — британський фільм жахів 2009 року, продовження однойменного фільму 2005 р. Фільм випущений у кінотеатрах Великої Британії 2 грудня 2009-го і прямо на DVD 27 квітня 2010-го в США. Продюсер — Хрістіан Колсон і сопродюсери Пол Річі і Ніл Маршалл, продюсер і режисер оригінального фільму.

## Сюжет
Через два дні після подій першого фільму. Сара врятувалася від підземних істот, вибігла на дорогу, де її підбирає місцевий на ім'я Ед Освальд, він і відвозить дівчину до лікарні. Вона втратила пам'ять та не може допомогти шерифові, що прийшов поговорити з нею; між тим, кров на її одязі збігається з групою крові Джуно Каплан. Вирішивши, що не можна зволікати з рятувальною операцією, шериф Вейнс з помічницею Елен Ріос і трьома рятувальниками-спелеологами Деном, Грегом і Кет беруть Сару і вирушають до печери. Вхід до печери знайдений за допомогою собаки за слідами Сари: виявилося, що цей вхід знаходиться в покинутій шахті. Ед Освальд, дід якого працював у цій шахті, спускає групу на старому підйомнику.
Внизу Сара поступово згадує про підземних монстрів і, запанікувавши, нападає на Вейнс, Грега й Елен і тікає від них углиб печер. Вейнс переслідує Сару та відокремлюється від групи, а коли на нього несподівано нападає істота, стріляє з револьвера. Грім пострілу викликає обвалення зводу, відрізаючи Кет від решти групи; незабаром вона також зустрічається з монстром і тікає від нього. Елен, Ден і Грег добираються до печери, заповненої кістками, де знаходять відеокамеру, яка була у дівчат в першому фільмі. Вони переглядають відеозапис, з якого дізнаються, що на дівчат напали монстри. У цей час істоти нападають і на них, через що всі троє розбігаються врізнобіч. Елен кричить, тим самим звертаючи на себе увагу істот, але Сара змушує Елен мовчати, кажучи, що ті реагують на звук. Потім вони бачать, як канібал нападає на Дена (керівника групи) і вбиває його.
Кет зустрічає Грега, ті тікають від монстра і використовують рацію, щоб збити його зі сліду. Удвох вони біжать далі і знаходять труп Сем (з першого фільму), що висить на тросі. Вони вирішують спробувати використати трос, щоб розгойдатися і перебратися через прірву, але на них нападають монстри. Грег падає вниз, хапаючи монстра, а Кет вдається перебратися на іншу сторону, однак там її відразу ж вбивають.
Елен і Сара йдуть углиб печер і вбивають іншого монстра. Елен розповідає, що у неї є дочка, і це надає Сарі більшої рішучості шукати вихід. Шериф Вейнс блукає по печерах один і його ледь не вбиває натовп істот, проте його рятує Джуно, яка виявляється живою. Вона знає, де вихід з печери, але без ліхтаря весь цей час не могла знайти його. Вейнс і Джуно зустрічають Елен і Сару. Після невеликої сутички між Джуно і Сарою (кожна вважає іншу зрадницею) вони вирішують, що зараз найкраще — діяти спільно, щоб вижити і вибратися звідси.
Незабаром істоти хапають Вейнс, а Елен, Сарі та Джуно вдається підібратися до виходу, перед яким гризуть жертву кілька істот. Дівчата намагаються навшпиньках обійти їх, але істоти кидаються на дівчат. Джуно, Сара й Елен відганяють їх, а сама Джуно вбиває одного з них, після чого вмирає. Сара й Елен вже бачать світло, щоб втекти, але виявляється, що перед входом ще чотири монстри. Жертвуючи собою заради Елен і її дочки, Сара кричить, щоб звернути увагу істот на себе.
Елен вибирається назовні і збирається подзвонити по мобільнику, але на неї нападає той самий Ед, який б'є її лопатою і тягне назад до входу в печеру. Коли дівчина приходить до тями від удару, монстр хапає її.